# Gentiana crassa
Gentiana crassa är en gentianaväxtart som beskrevs av Wilhelm Sulpiz Kurz. Gentiana crassa ingår i släktet gentianor, och familjen gentianaväxter. Inga underarter finns listade i Catalogue of Life.